# Gamasellus inermis
Gamasellus inermis är en spindeldjursart som beskrevs av Halbert 1920. Gamasellus inermis ingår i släktet Gamasellus och familjen Ologamasidae. Inga underarter finns listade i Catalogue of Life.